# Pensamento crítico
Pensamento crítico é a análise de fatos para formar um julgamento. Trata-se de um tema complexo, possuindo várias definições diferentes, que geralmente incluem a análise ou ponderação racional, cética, imparcial de evidências factuais. O pensamento crítico é autodirigido, autodisciplinado, automonitorado e autocorretivo. Ela pressupõe uma adesão a padrões rigorosos de excelência e um domínio consciente de seu uso. Envolvendo uma comunicação eficaz e habilidades de resolução de problemas, além de um comprometimento em superar um inerente egocentrismo e sociocentrismo.

## História

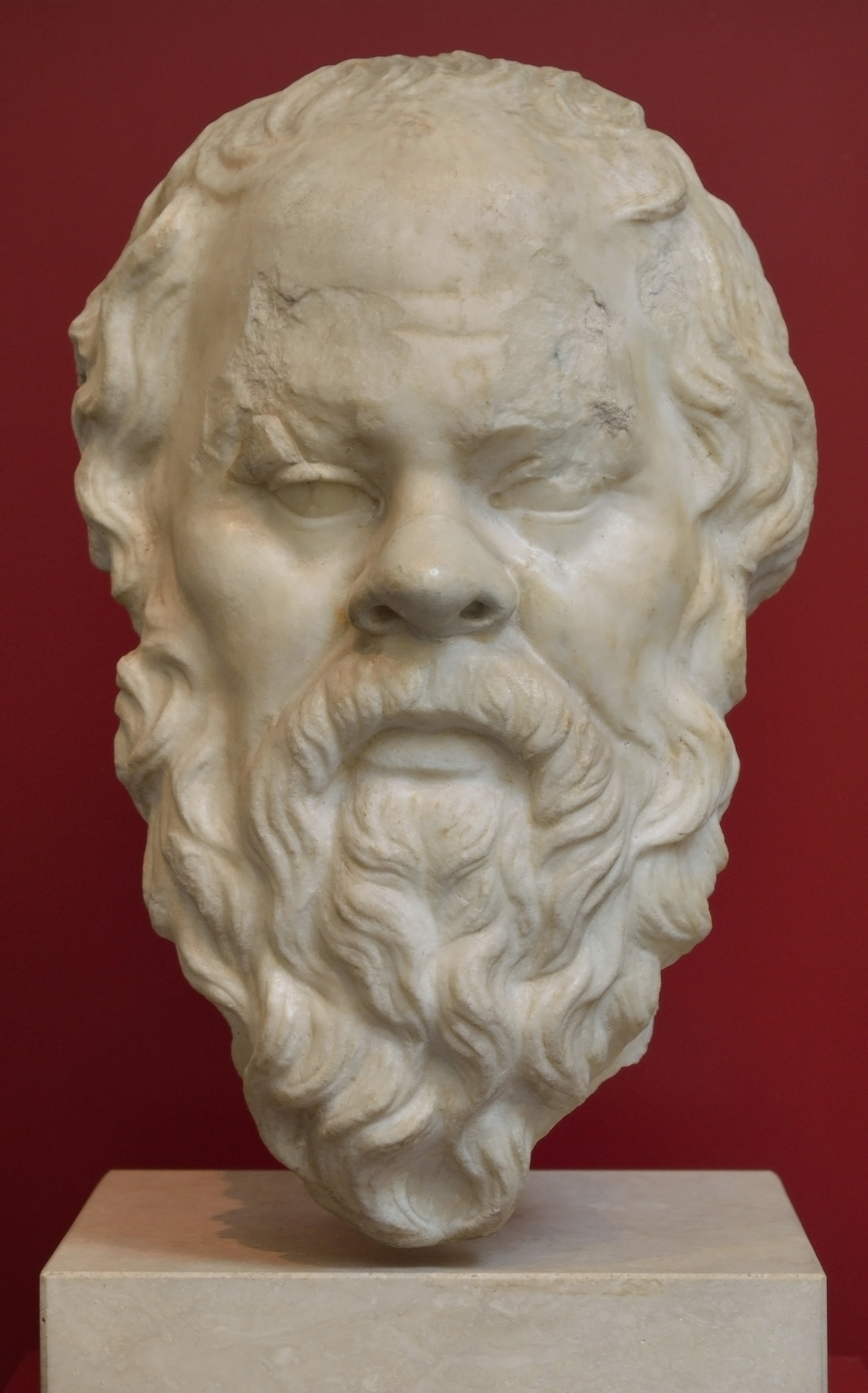
Busto de Sócrates

Os primeiros registros do pensamento crítico são os ensinamentos de Sócrates registrados por Platão. Estes incluem uma parte dos primeiros diálogos de Platão, em que Sócrates discute com um ou mais interlocutores na questão da ética, como questionar se era certo Sócrates escapar da prisão. O filósofo considerou e refletiu sobre esta questão e chegou à conclusão de que a fuga viola todas as coisas que ele considera mais importantes do que si mesmo: as leis de Atenas e a voz da sua consciência que Sócrates alegava ouvir.
Sócrates estabeleceu o fato de que não se pode depender de quem tem "autoridade" para ter conhecimento e discernimento sólidos. Ele demonstrou que as pessoas podem ter poder e posição elevadas e ainda assim serem profundamente confusas e irracionais. Sócrates afirmava que para um indivíduo ter uma vida boa ou que valha a pena ser vivida, ele deve ser um questionador crítico e possuir uma alma interrogativa. Ele estabeleceu a importância de fazer perguntas profundas que investigam profundamente o pensamento antes de aceitarmos as ideias como dignas de fé.
Sócrates estabeleceu a importância de "buscar evidências, examinando de perto o raciocínio e suposições, analisando conceitos básicos e traçando implicações não apenas do que é dito, mas também do que é feito". Seu método de questionamento é agora conhecido como "questionamento socrático" e é a estratégia de ensino de pensamento crítico mais conhecida. Em seu modo de questionar, Sócrates destacou a necessidade de pensar com clareza e consistência lógica. Ele fazia perguntas às pessoas para revelar seu pensamento irracional ou falta de conhecimento confiável. Sócrates demonstrou que ter autoridade não garante um conhecimento preciso. Ele estabeleceu o método de questionar as crenças, inspecionando de perto as suposições e apoiando-se em evidências e fundamentos lógicos. Platão registrou os ensinamentos de Sócrates e manteve a tradição do pensamento crítico. Aristóteles e os subsequentes céticos gregos refinaram os ensinamentos de Sócrates, usando o pensamento sistemático e fazendo perguntas para determinar a verdadeira natureza da realidade além da forma como as coisas parecem à primeira vista.
Sócrates estabeleceu um projeto de tradição do pensamento crítico, isto é, questionar reflexivamente as crenças e explicações comuns, distinguindo cuidadosamente as crenças que são razoáveis e lógicas daquelas em que —por mais atraentes que sejam para o nosso egocentrismo intrínseco, independente de quanto elas sirvam os interesses aos quais temos investido, por mais confortáveis ou confortantes elas possam ser— falta evidência adequada ou fundamento racional para justificar a sua crença.
O pensamento crítico foi descrito por Richard W. Paul como um movimento em duas ondas. A "primeira onda" de pensamento crítico é frequentemente referida como uma "análise crítica" que é um pensamento claro e racional envolvendo uma crítica. Seus detalhes variam entre aqueles que o definem. De acordo com Barry K. Beyer pensamento crítico significa fazer julgamentos claros e fundamentados. Durante o processo de pensamento crítico, as ideias devem ser fundamentadas, bem pensadas e julgadas. O Conselho Nacional de Excelência em Pensamento Crítico dos Estados Unidos define o pensamento crítico como o "processo intelectualmente disciplinado de ativamente e competentemente conceituar, aplicar, analisar, sintetizar ou avaliar as informações coletadas ou geradas por observação, experiência, reflexão, raciocínio ou comunicação, como um guia para opinião e ação."

## Etimologia e origem do pensamento crítico
No termo pensamento crítico, a palavra crítico, (Grego Κριτικός = kritikos = "crítico") identifica a capacidade intelectual e os meios "de julgar", "de julgamento", "para julgar" e de ser "capaz de discernir". As raízes intelectuais do pensamento crítico são tão antigas quanto sua etimologia, rastreáveis, em última instância, à prática de ensino e visão de Sócrates há 2500 anos, que descobriu por um método de interrogação que as pessoas não podiam justificar racionalmente sua confiança afirma o conhecimento.

## Definições
Tradicionalmente, o pensamento crítico tem sido definido de várias maneiras, muitas delas da seguinte forma:
- "O processo de conceituar, aplicar, analisar, sintetizar e avaliar ativamente e habilmente informações para chegar a uma resposta ou conclusão"[17]
- "Pensamento disciplinado que é claro, racional, de mente aberta e informado por evidências"[17]
- "Julgamento proposital e autorregulatório que resulta em interpretação, análise, avaliação e inferência, bem como a explicação das considerações evidenciais, conceituais, metodológicas, criteriológicas ou contextuais em que esse julgamento se baseia"[18]
- "Inclui o compromisso de usar a razão na formulação de nossas opiniões"[19]
- "A habilidade e propensão para se envolver em uma atividade com ceticismo reflexivo"[20]
- "Pensar sobre o pensamento de uma maneira projetada para organizar e esclarecer, aumentar a eficiência e reconhecer erros e preconceitos em seu próprio pensamento. O pensamento crítico não é um pensamento 'difícil' nem é direcionado para a resolução de problemas (a não ser para "melhorar" o próprio pensamento). O pensamento crítico é direcionado para dentro com a intenção de maximizar a racionalidade do pensador. Não se usa o pensamento crítico para resolver problemas - usa-se o pensamento crítico para melhorar o processo de pensamento."[21]
- "Uma avaliação baseada em uma avaliação analítica cuidadosa"[22]
- "O pensamento crítico é um tipo de padrão de pensamento que exige que as pessoas sejam reflexivas e prestem atenção à tomada de decisões que orienta suas crenças e ações. O pensamento crítico permite que as pessoas deduzam com mais lógica, processem informações sofisticadas e examinem os vários lados de uma questão para que possam produzir conclusões mais sólidas."[23]
- "O pensamento crítico tem sete características críticas: ser inquisitivo e curioso, ter a mente aberta para diferentes lados, ser capaz de pensar sistematicamente, ser analítico, ser persistente para a verdade, ter confiança no próprio pensamento crítico e, por último, ser maduro."[24]
- "Embora o pensamento crítico possa ser definido de várias maneiras diferentes, há um consenso geral em seu componente chave —o desejo de alcançar um resultado satisfatório, e isso deve ser alcançado por meio do pensamento racional e de uma maneira voltada para os resultados. Halpern pensa que o pensamento crítico envolve, em primeiro lugar, habilidades aprendidas, como resolução de problemas, cálculo e aplicação bem-sucedida de probabilidades.Também inclui uma tendência para envolver o processo de pensamento. Recentemente, Stanovich acreditava que os testes modernos de QI dificilmente poderiam medir a capacidade de pensamento crítico.[25]
- O pensamento crítico é essencialmente uma abordagem questionadora e desafiadora do conhecimento e da sabedoria percebida. Envolve ideias e informações de uma posição objetiva e, em seguida, questiona essas informações à luz de nossos próprios valores, atitudes e filosofia pessoal."[26]

Estudiosos do pensamento crítico contemporâneo expandiram essas definições tradicionais para incluir qualidades, conceitos e processos como criatividade, imaginação, descoberta, reflexão, empatia, conectando o conhecimento, teoria feminista, subjetividade, ambiguidade e inconclusão. Algumas definições de pensamento crítico excluem essas práticas subjetivas.
1. De acordo com Ennis, "o pensamento crítico é o processo intelectualmente disciplinado de conceituar, aplicar, analisar, sintetizar e/ou avaliar as informações coletadas ou geradas por observação, experiência, reflexão, raciocínio ou comunicação ativa e habilmente, como um guia à crença e à ação."[27] Esta definição fornecida por Ennis é amplamente aceita por Harvey Siegel,[28] Peter Facione,[24] e Deanna Kuhn.[29]
2. De acordo com a definição de Ennis, o pensamento crítico requer muita atenção e função cerebral. Quando uma abordagem de pensamento crítico é aplicada à educação, ajuda o cérebro do aluno a funcionar melhor e a compreender os textos de forma diferente.
3. Diferentes campos de estudo podem exigir diferentes tipos de pensamento crítico. O pensamento crítico fornece mais ângulos e perspectivas sobre o mesmo material.

## Lógica e Racionalidade
O estudo da argumentação lógica é relevante para o estudo do pensamento crítico. A lógica preocupa-se com a análise de argumentos, incluindo a avaliação de sua veracidade ou inveracidade. No campo da epistemologia, o pensamento crítico é considerado o pensamento logicamente correto, que permite a diferenciação entre afirmações logicamente verdadeiras e logicamente falsas.

### Dedução, abdução e indução
Existem três tipos de raciocínio lógico. Informalmente, dois tipos de raciocínio lógico podem ser distinguidos além da dedução formal, que são indução e abdução.

#### Dedução
- A dedução é a conclusão tirada da estrutura das premissas de um argumento, pelo uso de regras de inferência, formalmente aquelas do cálculo proposicional. Por exemplo: X é humano e todos os humanos têm um rosto, então X tem um rosto.

#### Indução
- A indução é tirar uma conclusão de um padrão que é garantido pelo rigor da estrutura a que se aplica. Por exemplo: a soma de inteiros pares é par. Seja {\displaystyle x,y,z\in \mathbb {Z} }, então {\displaystyle 2x,2y,2z} são pares por definição. Supondo que {\displaystyle x+y=z} então {\displaystyle 2x+2y=2(x+y)=2z}, que é par; Assim, a soma de dois números pares resulta em um número par.

#### Abdução
- A abdução é tirar uma conclusão usando uma heurística que é provável, mas não inevitável, dado algum conhecimento prévio. Por exemplo: eu observo ovelhas em um campo, e elas parecem brancas do meu ângulo de visão, então as ovelhas são brancas. Compare com a afirmação dedutiva: algumas ovelhas são brancas em pelo menos um dos lados.

### Pensamento crítico e racionalidade
Kerry S. Walters, um professor emérito de filosofia do Gettysburg College, argumenta que a racionalidade exige mais do que apenas métodos lógicos ou tradicionais de solução de problemas e análise ou o que ele chama de "cálculo de justificação", mas também considera "atos cognitivos como a imaginação, a criatividade conceitual, intuição e percepção". Essas "funções" estão focadas na descoberta, em processos mais abstratos em vez de abordagens lineares baseadas em regras para a resolução de problemas. A mente linear e não sequencial devem ambas estar engajadas na mente racional.
A capacidade de analisar criticamente um argumento —dissecar estrutura e componentes, teses e razões— é essencial. Mas também o é a capacidade de ser flexível e considerar alternativas e perspectivas não tradicionais. Essas funções complementares permitem que o pensamento crítico seja uma prática que engloba a imaginação e a intuição em cooperação com os modos tradicionais de investigação dedutiva.

## Educação
John Dewey é um dos muitos líderes educacionais que reconheceram que um currículo voltado para a construção de habilidades de pensamento beneficiaria o aluno, a comunidade e toda a democracia.
O pensamento crítico é significativo no processo de aprendizagem de internalização, na construção de ideias básicas, princípios e teorias inerentes ao conteúdo. E o pensamento crítico é significativo no processo de aprendizagem de aplicação, por meio do qual essas ideias, princípios e teorias são implementados de forma eficaz à medida que se tornam relevantes na vida dos alunos.
Cada disciplina adapta seu uso de conceitos e princípios de pensamento crítico. Os conceitos básicos estão sempre lá, mas estão embutidos no conteúdo específico do assunto. Para que os alunos aprendam o conteúdo, o envolvimento intelectual é crucial. Todos os alunos devem fazer seu próprio pensamento, sua própria construção de conhecimento. Bons professores reconhecem isso e, portanto, focam nas perguntas, leituras, atividades que estimulam a mente a se apropriar dos conceitos e princípios fundamentais subjacentes ao assunto.
Historicamente, o ensino do pensamento crítico se concentrava principalmente em procedimentos lógicos, como lógica formal e informal. Isso enfatizou para os alunos que o bom pensamento é equivalente ao pensamento lógico. No entanto, uma segunda onda de pensamento crítico insta os educadores a valorizar as técnicas convencionais, ao mesmo tempo que expande o que significa ser um pensador crítico. Em 1994, Kerry Walters compilou um conglomerado de fontes que ultrapassou essa restrição lógica para incluir pesquisas de muitos autores diferentes sobre conhecimento conectado, empatia, ideais de gênero, colaboração, visões de mundo, autonomia intelectual, moralidade e esclarecimento. Esses conceitos convidam os alunos a incorporar suas próprias perspectivas e experiências em seu pensamento.

No Brasil ocorreu uma deturpação do termo pensamento crítico, em que um termo que usualmente tem significados tão incontroversos quanto os expostos acima, passou a ser sequestrado para sua utilização, seja como introdução seja como justificação do projeto político filosófico proposto pela Teoria Crítica que, a priori, nada tem a ver com pensamento crítico, tendo seu maior expoente na figura de Paulo Freire e na sua indevidamente denominada pedagogia crítica. Essa deturpação é as vezes tão severa que perde-se até mesmo o significado original do termo pensamento crítico, passando a significar a negação incondicional do senso comum (mesmo que exista evidências que o confirmem), de uma recusa a aceitar a realidade como o lastro do pensamento crítico, escolhendo por vezes como alternativa a esperança ou a solidariedade ou a coletividade, um abandono da lógica que é tida como um instrumento opressor em favor da dialética e uma adoção da politização, por vezes político-partidárias e por outras como revolucionária, como uma condição necessária para se atingir um pensamento verdadeiramente crítico, o que torna a expressão pensamento crítico um termo carregado de significados que são estranhos a sua definição tradicional.